# Takumi Ito (Fußballspieler, Juli 2000)
Takumi Ito (japanisch 伊藤 拓巳 Ito Takumi; * 29. Juli 2000 in der Präfektur Chiba) ist ein japanischer Fußballspieler.

## Karriere
Takumi Ito erlernte das Fußballspielen in der Schulmannschaft der Chuo Gakuin High School sowie in der Universitätsmannschaft der Tokai Gakuen University. Seinen ersten Profivertrag unterschrieb er am 1. Februar 2023 bei Kataller Toyama. Der Verein aus Toyama spielte in der dritten japanischen Liga, der J3 League. Am Ende der Saison 2024 belegte er mit dem Verein den dritten Platz und qualifizierte sich für die Aufstiegsspiele. Hier spielte man im Finale gegen Matsumoto Yamaga 2:2-Unentschieden. Da Katallar in der regulären Spielzeit den dritten Platz belegte, stieg man in die zweite Liga auf.